# Оливье V де Клиссон
Оливье V де Клиссон (фр. Olivier V de Clisson; 23 апреля 1336 — 23 апреля 1407) — французский военачальник времён Столетней войны, коннетабль Франции.

## Происхождение
Оливье V, сын Оливье IV де Клиссона и Жанны де Бельвиль, принадлежал к баронскому бретонскому роду Клиссонов. Его отец по приказу французского короля Филиппа VI был казнён в 1343 году за сдачу англичанам бретонского города Ванн. Овдовевшая мать бежала в Англию (а до этого, мстя за мужа, командовала каперским судном, действуя против французов), и при лондонском дворе он воспитывался вместе с Жаном де Монфором, будущим претендентом на престол герцога Бретонского.

## Участие в войне за бретонское наследство
В 1341 году, когда герцог Бретонский Жан III умер, с притязаниями на бретонский престол выступили роды Монфоров и Пентьевров. В сентябре 1364 года Жан де Монфор — ставленник англичан, провозгласивший себя герцогом Бретонским под именем Жан IV, — воспользовался тяжелой ситуацией во Франции и осадил город Оре, на помощь которому двинулся его соперник Карл Блуаский с французским отрядом под командованием Дюгеклена. Жан IV при поддержке англичан выиграл это сражение; Карл Блуаский погиб, Дюгеклен попал в плен. Новый французский король Карл V предпочел признать Жана V герцогом при условии, что тот принесет ему оммаж; эта ситуация была закреплена Герандским договором 1365 года. Оливье де Клиссон, сражавшийся на стороне Монфора, потерял в бою глаз, отчего появилось его второе прозвище «Одноглазый из Оре».
Вскоре у него возник первый конфликт с Жаном V, передавшим замок Гавр (Gâvre, не имеющий отношения к позднейшему городу Гавр — Le Havre), на который он претендовал, английскому полководцу Джону Чандосу. Взбешённый Клиссон велел сжечь замок и перенести его камни на несколько километров в югу, где они пошли на постройку его собственного замка Блен.
В 1367 году он принял участие в сражении при Нахере в Испании на стороне англичан под командованием Чёрного принца, который пришёл сюда поддержать кастильского короля Педро Жестокого. Против них выступила кастильская армия соперника Педро, Энрике Трастамарского, в союзе с отрядом Бертрана Дюгеклена, набранным из рутьеров. Англичане одержали победу; Дюгеклен вновь попал в плен, Энрике удалось бежать.

## Семья
В 1361 году женился на Катрин де Лаваль, и в этом браке родились две дочери:
- Маргарита (1366—1441), вышедшая замуж за Жана I де Шатильона, графа де Пентьевра и виконта Лиможского, сына Карла Блуаского; Клиссон выкупил будущего зятя у англичан, державших его в качестве заложника.
- Беатриса (умерла в 1448), жена Алена VIII де Рогана.

После смерти первой жены женился на Маргарите де Роган.

## На службе французского короля
Отношения с Жаном IV все больше портились. В 1370 году Клиссон стал побратимом своего давнего противника Дюгеклена; 23 октября в Понторсоне они поклялись в дружбе и выпили чашу вина, смешав в ней свою кровь. В том же году он перешёл на службу к французскому королю Карлу V и 4 декабря того же года вместе с Дюгекленом нанёс поражение под Пон-Валленом англичанам, которыми командовали Ноллис и Грансон; последнего он взял в плен.
После смерти Дюгеклена в 1380 году новый король Франции Карл VI назначил Клиссона коннетаблем. В 1382 году Клиссон в этом качестве принял участие в сражении при Роозбеке против восставших фламандцев Гента во главе с Филиппом ван Артевельде, командуя королевскими войсками. Фламандцы были разгромлены, восстание подавлено. По сообщениям хронистов, французские рыцари вели себя очень жестоко.
В 1388 году король объявил себя совершеннолетним, отстранил от власти дядьев (принцев — братьев отца, Карла V) и приблизил к себе группу бывших советников последнего, которую противники презрительно прозвали «мармузетами». В её состав входил и Оливье де Клиссон. В 1392 году на Клиссона совершил покушение Пьер де Краон, скорее всего по наущению герцога Бретонского. Покушение не удалось, и Краон бежал в Бретань; герцог отказался выдать преступника по требованию короля, и Карл VI, собрав армию, выступил в поход на Бретань. Из-за несчастного стечения обстоятельств в этом походе на короля напал сильнейший приступ безумия, и с тех пор психика его необратимо деформировалась; поход пришлось прервать. Воспользовавшись ситуацией, к власти вернулись дядья короля, оттеснив «мармузетов» и арестовав некоторых из них. Клиссона арестовать не решились, но с должности коннетабля его сняли и изгнали его из Франции. Он укрылся в Бретани в своем замке Жослен.
В 1399 году он официально примирился с Жаном IV Бретонским. Они взаимно обещали друг другу мир и дружбу до гроба. Это привело Клиссона к ссоре с дочерью Маргаритой, поддержавшей мужа — графа де Пентьевра, — который, несмотря на все соглашения, снова выдвинул притязания на титул герцога Бретонского.
Отношения с новым герцогом, Жаном V, наследовавшим Жану IV после смерти последнего в том же 1399 году, тоже развивались негладко, но через несколько лет после совершеннолетия Жана V (1404 год) Оливье де Клиссон умер 23 апреля 1407 года. Похоронен в замке Жослен.

## В культуре
Клиссон стал персонажем романа Александра Дюма «Изабелла Баварская» (1835).